# Mike Murphy (Trainer)

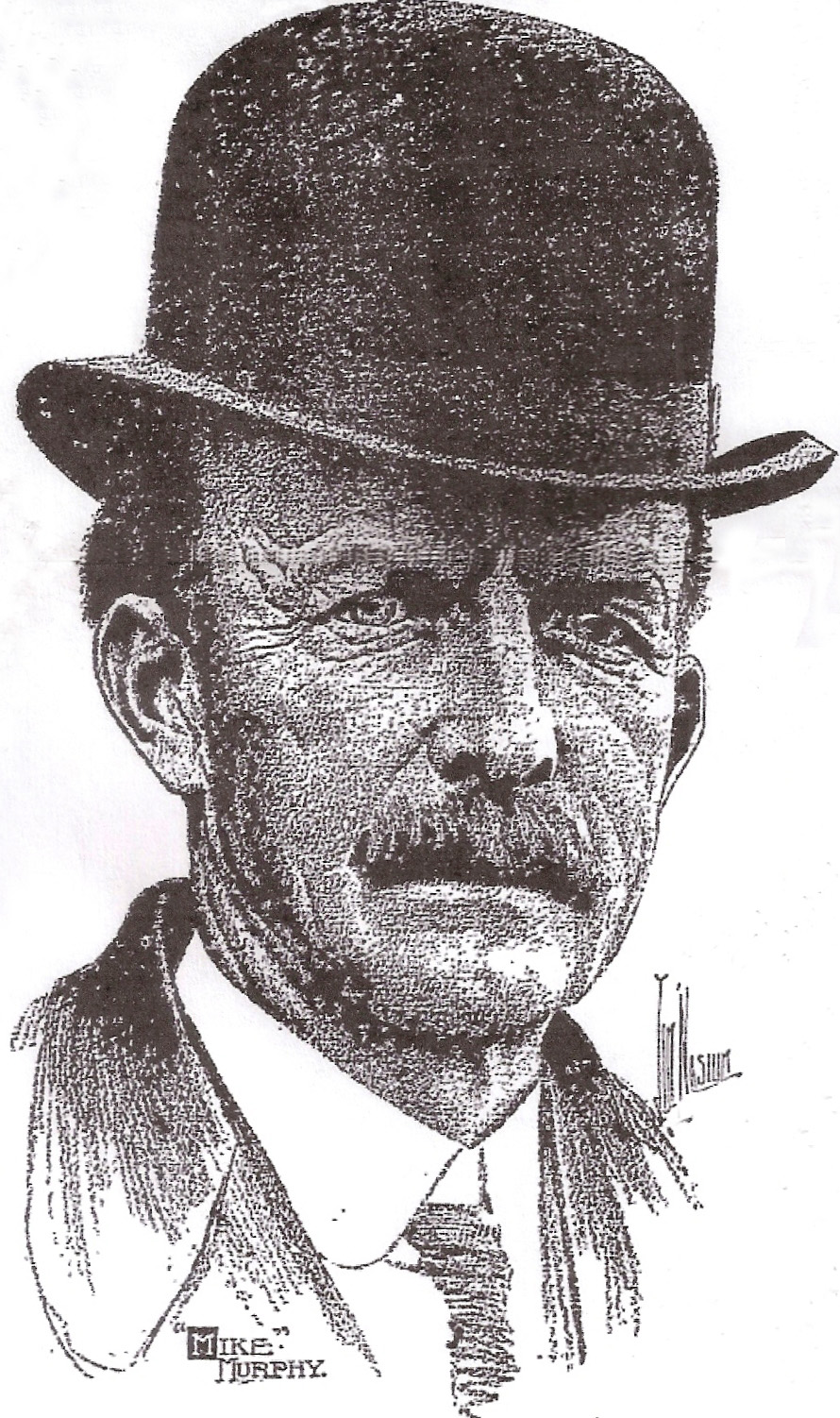
Mike Murphy

Michael Charles „Mike“ Murphy (* 26. Februar 1861 in Westboro, Massachusetts; † 4. Juni 1913 in Philadelphia) war ein US-amerikanischer Leichtathletik- und Footballtrainer. Er war von Kind an in seiner Hörfähigkeit beeinträchtigt und als Erwachsener gehörlos, weshalb er den Spitznamen „Silent Mike“ trug.

## Biographie
Mike Murphy war der Sohn einer Familie von irischen Immigranten, ein Mann von „bescheidener Geburt und geringer Bildung“. Von Kind an war er ein begeisterter Sportler, wie auch sein Vater einer gewesen war. In seinen 20er Jahren nahm er landesweit an Sechstage-Laufwettbewerben teil, die damals sehr populär waren, boxte und spielte in unteren Baseballligen. Im Alter von 24 Jahren trainierte er den Boxer John L. Sullivan, genannt Strong Boy.
Mitte der 1880er Jahre beschloss Murphy, künftig als Trainer zu arbeiten und dabei auf seine eigenen Erfahrungen als Sportler zurückzugreifen. Dabei war er auf Anhieb so erfolgreich, dass er 1887, ein Jahr, nachdem er in Westboro eine eigene Sportschule eingerichtet hatte, von der Yale University als Direktor der Leichtathletikabteilung verpflichtet wurde. Dort arbeitete er bis 1896, mit einer Unterbrechung von drei Jahren, in denen er als Trainer für den Detroit Athletic Club tätig war. Aufgrund seiner angegriffenen Gesundheit beschloss er, die Arbeitsstelle zu wechseln, da ihm die strengen Winter in Connecticut zusetzten. 1896 begann Murphy seine Tätigkeit an der University of Pennsylvania, wo er die Leichtathleten trainierte und das Konditionstraining für die Football-Spieler leitete. Die Leichtathleten konnten ihre Leistungen unter seiner Anleitung erheblich steigern, doch ging Murphy 1901 nach Yale zurück, um 1906 für eine Saison wieder an die Penn zu kommen.
Seine Erfolge als Trainer führten dazu, dass Murphy bei den 1900, 1908 und 1912 zum Trainer des US-amerikanischen Olympiateams ernannt wurde. In Paris im Jahre 1900 starteten 13 seiner Schützlinge aus der Penn-Mannschaft und gewannen elf Gold-, acht Silber- und vier Bronzemedaillen. Bei den Spielen 1904 in St. Louis war Murphy nicht Nationaltrainer, aber seine Sportler der Penn errangen zwei Silber- und eine Bronzemedaille. 1908 in London gewannen Sportler der Penn zwei Gold-, seine Silber und zwei Bronzemedaillen, und bei den Spielen 1912 in Stockholm, die letzten, bei denen Murphy verantwortlich war, waren es nochmals zwei Gold-, eine Silbermedaille und eine Bronzemedaille in der Leichtathletik.
Mike Murphy war bei seinen von ihm betreuten Sportlern äußerst beliebt. Obwohl zierlich von Statur und gehörlos, beeindruckte er durch „Charme und eine bestimmende Persönlichkeit“. Er gilt als der Erfinder des Tiefstarts.
1911 erkrankte Mike Murphy an Tuberkulose. 1913 besuchten von ihm betreute Sportler ihren bettlägerigen Trainer, um ihm davon zu berichten, dass die Penn-Mannschaft die Meisterschaft der Universitätsteams gewonnen habe. Drei Tage später starb er.
Auf dem Universitätscampus wurden die Fahnen auf halbmast gesetzt, und der Beerdigung wohnten zahlreiche Trauernde bei, darunter bekannte Leichtathleten wie Jervis Burdick, Alvin Kraenzlein, Donald Lippincott und Josiah McCracken. 1941 errichtete die Universität das Murphy Field House, das 1968 bei einem Feuer zerstört wurde.
In seinem Nachruf sagte Trainierkollege William F. „Pooch“ Donovan über Murphy:

„The history of college athletic training is linked with the name of Mike Murphy. To leave his name out would be like writing a history of the United States with George Washington left out, or a story of electrical science without mention of Thomas Edison.“

## Murphys Gehörlosigkeit
Den größten Teil seines Lebens war Murphy gehörlos. Seit wann und warum er dieses Handicap hatte, ist nicht bekannt. Es wird angenommen, dass er unter Otosklerose litt, einer Erkrankung, die erblich bedingt sein kann und sich mit den Jahren verschlimmert bis zur Taubheit.

## Persönlichkeit und Familie
Mike Murphy war verheiratet und Vater von zwei Söhnen und einer Töchter. Einer der Söhne war der Schauspieler und spätere US-Senator George Murphy.

## Publikationen
- Athletic Training. Charles Scribner’s Sons, New York 1914.
- College athletes